# Nick Hysong
Nick Hysong (Winslow, 9 de dezembro de 1971) é um atleta e campeão olímpico norte-americano.
Saltador extremamente veloz (10s23 - 100 m) foi o campeão olímpico do salto com vara nos Jogos de Sydney 2000, após ser o único a saltar 5,90 m na primeira tentativa. No ano seguinte, conquistou a medalha de bronze no Campeonato Mundial de Atletismo de 2001, em Edmonton, Canadá.
Hoje ele é técnico de atletismo numa escola secundária e comanda sua própria academia de performance esportiva em Phoenix, Arizona.